# Rupicola apiculata
Rupicola apiculata är en ljungväxtart som först beskrevs av Allan Cunningham, och fick sitt nu gällande namn av I.R.H. Telford. Rupicola apiculata ingår i släktet Rupicola och familjen ljungväxter. Inga underarter finns listade i Catalogue of Life.